# Носовский, Иван Иванович
Иван Иванович Носовский (1914 год, с. Шадрино, Барнаульский уезд, Томская губерния, Российская империя — 6 апреля 1976, Талдыкорганский район, Талды-Курганская область, Казахская ССР, СССР) — колхозник, Герой Социалистического Труда (1948).

## Биография
Родился в 1914 году в селе Шадрино Барнаульского уезда Томской губернии.
В 1930 году окончил курсы трактористов, после чего стал работать трактористом в Черепановском колхозе. Потом работал бригадиром тракторной бригады в Евсеновской МТС.
С 1939 года по 1940 год служил в Красной Армии. Участвовал в советско-финской войне. Во время сражения был тяжело ранен, после чего лишился одной руки.
После демобилизации вернулся на родину и вскоре переехал в Казахскую ССР. С 1942 года работал бригадиром тракторной бригады в МТС имени Кирова Талды-Курганского района Талды-Курганской области Казахской ССР.
С 1956 года по 1966 год — помощник бригадира тракторной бригады колхоза имени Первого Мая.
В 1945 году возглавляемая Иваном Носовским тракторная бригада выполнила план на 122 % и в 1946 году — на 167 %. Благодаря трудовой деятельности бригады Ивана Носовского колхоз имени Первого Мая получил в 1947 году по 408,8 центнера сахарной свёклы с участка площадью 76 гектаров и по 341 центнеру сахарной свёклы с участка площадью 52 гектара. Урожай зерновых культур в колхозе Первого Мая составил по 16,2 центнера с площади 315 гектаров. За выдающиеся трудовые заслуги достигнутые колхозом имени Иван Иванович Носовский был удостоен в 1948 году звания Героя Социалистического Труда.
Вышел на пенсию в 1966 году. Проживал в селе Троицкое Талдыкорганского района.
Умер 6 апреля 1976 года.

## Награды
- Герой Социалистического Труда — Указом Президиума Верховного Совета от 3 мая 1948 года
- Орден Ленина (1948)

## Источник
- Герои Социалистического труда по полеводству Казахской ССР. — Алма-Ата, 1950. — 412 с.